# Pouligney-Lusans
Pouligney-Lusans település Franciaországban, Doubs megyében. Lakosainak száma 850 fő (2022. január 1.). Pouligney-Lusans La Tour-de-Sçay, Amagney, Châtillon-Guyotte, Corcelle-Mieslot, Deluz, Le Puy, Roulans, Vennans, Villers-Grélot és Marchaux-Chaudefontaine községekkel határos.

## Népesség
A település népességének változása:
| Lakosok száma | 209  | 517  | 625  | 742  | 808  | 835  | 850  | 846  | 844  | 850  |
|               | 1968 | 1982 | 1990 | 2006 | 2013 | 2015 | 2017 | 2019 | 2020 | 2022 |